# Caulochytriaceae
Caulochytriaceae är en familj av svampar. Caulochytriaceae ingår i ordningen Spizellomycetales, klassen Chytridiomycetes, divisionen pisksvampar och riket svampar.
| Caulochytriaceae | \| \| Caulochytrium \| \| \| \| |
|                  | \| \| Caulochytrium \| \| \| \| |
|                  | Spizellomycetaceae              |
|                  |                                 |
|                  | Caulochytrium                   |
|                  |                                 |

|  | Caulochytrium |
|  |               |